# دولمة الباذنجان
دولمة الباذنجان هي وصفة من المطبخ العراقي تحضّر في معظم الدول العربية مع تغيير بسيط في المكونات بحسب كل بلد. تحضّر عادةً من الباذنجان وتحشى باللحم والبصل والطماطم والملح. أما الصلصة فتحضّر من البصل، الثوم، الفليفلة الخضرا، معجون الطماطم والزيت النباتي.
تحتوي وجبة دولمه الباذنجان (270غ تقريباً) على المعلومات الغذائية التالية:
- السعرات الحرارية: 222
- الدهون: 14
- الدهون المشبعة: 5
- الكوليسترول: 47
- الكاربوهيدرات: 12
- البروتينات: 14

مع العلم أنه لم يتم احتساب الزيت النباتي.